# Lightfootia fasciculata
Lightfootia fasciculata là loài thực vật có hoa trong họ Hoa chuông. Loài này được A. DC. mô tả khoa học đầu tiên.